# Македонска крвава свадба
„Македонска крвава свадба” је југословенски и македонски филм из 1967. године, први пут приказан 28. фебруара 1969 године. Режирао га је Трајче Попов а сценарио је написао Славко Јаневски.

## Улоге
| Глумац                 | Улога                           |
| ---------------------- | ------------------------------- |
| Ристо Шишков           | Осман бег                       |
| Вера Чукић             | Цвета (као Вера Чукикј)         |
| Зафир Хаџиманов        | Спасе                           |
| Петре Прличко          | Мојсо                           |
| Павле Вуисић           | Поп Дамјан (као Павле Вујисикј) |
| Јанез Врховец          | Кузман                          |
| Драгомир Фелба         | Орхан                           |
| Никола Коле Ангеловски | (као Коле Ангеловски)           |
| Драги Костовски        |                                 |
| Љупка Џундева          |                                 |
| Вукосава Донева        |                                 |
| Илија Милчин           | Валија                          |
| Мића Орловић           | Конзул (као Микја Орловикј)     |
| Димитар Костаров       |                                 |
| Димитар Гешоски        |                                 |
| Дарко Дамевски         |                                 |
| Ацо Јовановски         |                                 |
| Вукан Диневски         | (као Вукан Диневски)            |
| Киро Попов             |                                 |
| Неџмија Пагаруша       |                                 |
| Цветанка Јакимовска    |                                 |
| Весна Вртева           |                                 |
| Стојка Цекова          |                                 |

Остале улоге  ▼
| Глумац              | Улога                      |
| ------------------- | -------------------------- |
| Вера Вучкова        |                            |
| Мара Исаја          | (као Марија Исаја)         |
| Киро Ћортошев       | (као Кирил Кјортошев)      |
| Панче Камџик        |                            |
| Борис Бегинов       |                            |
| Тасе Коцовски       |                            |
| Предраг Дишљенковић | (као Предраг Дисљенковикј) |
| Чедо Камџијас       |                            |
| Томо Видов          |                            |
| Борис Стефановски   |                            |
| Ацо Стефановски     |                            |
| Тодор Николовски    |                            |
| Ристо Стефановски   |                            |
| Димче Стефановски   |                            |
| Антон Павлов        |                            |
| Владимир Гравчев    |                            |
| Кирчо Божиновски    |                            |
| Зоја Пејовска       |                            |
| Мара Исаја          |                            |